# Lindaspio sebastiena
Lindaspio sebastiena är en ringmaskart som beskrevs av Bellan, Dauvin och Laubier 2003. Lindaspio sebastiena ingår i släktet Lindaspio och familjen Spionidae. Inga underarter finns listade i Catalogue of Life.